# Mycetobia
Mycetobia is een muggengeslacht uit de familie van de venstermuggen (Anisopodidae). De wetenschappelijke naam van het geslacht is voor het eerst geldig gepubliceerd in 1818 door Johann Wilhelm Meigen.
In 2019 is Mycetobia myanmara beschreven, de oudste bekende soort uit het geslacht. Deze fossiele soort werd ontdekt in barnsteen uit het Boven- of Laat-Krijt afkomstig uit Myanmar (Birma). Daaruit blijkt dat dit muggengeslacht reeds ongeveer 100 miljoen jaar bestaat. Uit het meer recente Eoceen zijn meerdere soorten Mycetobia beschreven.

## Soorten
- M. divergens Walker, 1856
- M. gemella Mamaev, 1968
- M. myanmara
- M. obscura Mamaev, 1968
- M. pallipes Meigen, 1818